# Willard Motley
Willard Francis Motley (Chicago, 14 de julio de 1909-Ciudad de México, 4 de marzo de 1965) fue un autor estadounidense. Desde adolescente, Motley publicó una columna en el periódico Chicago Defender, de orientación afroestadounidense, bajo el seudónimo de Bud Billiken. Trabajó como escritor independiente y posteriormente fundó y publicó la revista Hull House y trabajó en el Federal Writers Project. La primera y más conocida novela de Motley fue Knock on Any Door (1947), que se convirtió en una película homónima (1949).

## Biografía

### Primeros años
Nació y creció en el barrio de Englewood, South Side, Chicago, en una de las pocas familias afroestadounidenses que residían en ese barrio en ese momento. La familia era católica. Su abuelo, Archibald Motley Sr., era portero de Pullman y lo crio como a un hijo. Su abuela Mary ("Mae") era ama de casa. El se graduó de la escuela primaria Lewis-Champlain y de Englewood High School. Fue criado junto a su tío, el reconocido artista Archibald Motley; la madre de Willard, Florence (conocida como "Flossie") se mudó a Nueva York después de que él nació y lo dejó para que sus padres lo criaran.

### Carrera
Cuando tenía 13 años, fue contratado por Robert S. Abbott para escribir una columna para niños llamada "Bud Says", bajo el seudónimo de "Bud Billiken", para el Chicago Defender. Posteriormente, viajó a Nueva York, California y los estados del oeste, ganándose la vida con diversos trabajos de baja categoría, además de escribir para la radio y los periódicos. Durante este período, cumplió una condena de cárcel por vagancia en Cheyenne, Wyoming. Al regresar a Chicago en 1939, vivió cerca del Maxwell Street Market, que ocuparía un lugar destacado en sus escritos posteriores. Se asoció con Hull House y ayudó a fundar la revista Hull House, en la que aparecían algunas de sus obras de ficción. En 1940 escribió para el Proyecto Federal de Escritores de la Works Progress Administration junto con Richard Wright y Nelson Algren.
En 1947, su primera novela, Knock on Any Door, recibió elogios de la crítica. Una obra de naturalismo valiente, que trata de la vida de Nick Romano, un monaguillo italoestadounidense que recurre al crimen debido a la pobreza y las dificultades de la experiencia de la inmigración; es Romano quien dice la famosa frase: "¡Vive rápido, muere joven y ten un cadáver bonito!". Fue un éxito inmediato, vendiendo 47.000 copias durante sus primeras tres semanas de impresión. En 1949, la obra fue llevada a la pantalla grande en una cinta protagonizada por Humphrey Bogart. En respuesta a los críticos que acusaron a Motley de evitar cuestiones raciales al escribir sobre personajes blancos, Motley dijo: "Mi raza es la raza humana". Su segunda novela, We Fished All Night (1948), no fue aclamada como un éxito y, después de su aparición, se mudó a México para empezar de nuevo. Su tercera novela, Let No Man Write My Epitaph, retoma la historia de Knock on Any Door. Columbia Pictures la llevó al cine en 1960. La música de Ella Fitzgerald para la película fue lanzada en el álbum Ella Fitzgerald Sings Songs from the Soundtrack of "Let No Man Write My Epitaph".

### Fallecimiento
El 4 de marzo de 1965, falleció de gangrena intestinal en Ciudad de México. Algunas fuentes dicen que tenía 52 años y su fecha de nacimiento fue el 14 de julio de 1912; sin embargo, la Colección de Investigación Vivian G. Harsh de Historia y Literatura Afroestadounidense de la Biblioteca Pública de Chicago, que contiene una selección de sus artículos, señala que su fecha de nacimiento es el 14 de julio de 1909. Después de su deceso, su hijo adoptivo, Sergio López, dijo: "Dejó que esta enfermedad durara demasiado antes de recibir el tratamiento médico adecuado". López también dijo que Motley había estado trabajando en una novela titulada provisionalmente My House Is Your House.

## Crítica
Según la citación de los premios del Salón de la Fama Literaria de Chicago, "Motley fue criticado en vida por ser un hombre negro que escribía sobre personajes blancos, un hombre de clase media que escribía sobre la clase baja y un homosexual encerrado que escribía sobre impulsos heterosexuales. Pero aquellos que estaban más dispuestos a su trabajo, y había muchos, admiraban su coraje y su corazón... Chicago era más complicada que sólo sus tensiones raciales o sexuales, y como escritor su exploración fue expansiva".

## Legado
Su última novela, publicada póstumamente en 1966, fue Let Noon Be Fair. Desde 1929, Chicago ha celebrado un desfile y pícnic anual de Bud Billiken (que sirvió como su seudónimo durante su carrera inicial en el Chicago Defender) el segundo sábado de agosto. El desfile recorre los vecindarios de Bronzeville, Grand Boulevard y Washington Park en el lado sur de la ciudad. La mayor parte del archivo de Motley se conserva en las bibliotecas universitarias, libros raros y colecciones especiales de la Universidad del Norte de Illinois.

### Novelas
- Knock on Any Door, D. Appleton-Century Company, 1947; Prensa de la Universidad del Norte de Illinois, 1989, ISBN 9780875805436
- We Fished All Night, Appleton-Century-Crofts, 1951
- Let No Man Write My Epitaph, Random House, 1958
- Let Noon Be Fair, 1966; Pan Books, 1969 - publicado póstumamente.

### No ficción
- The Diaries of Willard Motley, Iowa State University Press, 1979 - publicado póstumamente, ISBN 9780813807058

### Letras
- Papeles de Willard F. Motley, 1939-1951; Vivian G. Harsh Research Collection sobre historia y literatura afroamericana, Biblioteca Pública de Chicago, 2002